# Huangcheng-Moschee
Die Huangcheng-Moschee (chin. Huangcheng Qingzhensi 皇城清真寺; engl. Huangcheng Mosque) ist eine Moschee in Chengdu, der Hauptstadt der südwestchinesischen Provinz Sichuan. 
Sie wurde in der Zeit der Qing-Dynastie erbaut. Die Moschee ist Sitz des Sichuan-Zweiges der Islamischen Gesellschaft Chinas.
Sie steht seit 1991 auf der Liste der Denkmäler der Provinz Sichuan (3-56). 